# Zbiór algebraiczny
Zbiór algebraiczny – podzbiór przestrzeni afinicznej {\displaystyle K^{n},} gdzie {\displaystyle K} oznacza pewne ciało (najczęściej algebraicznie domknięte), złożony z wszystkich wspólnych zer pewnego zbioru {\displaystyle {\mathcal {S}}} wielomianów pierścienia {\displaystyle K[X_{1},\dots ,X_{n}].} Innymi słowy, zbiór
{\displaystyle V=\{(x_{1},\dots ,x_{n})\in K^{n}\colon \;f(x_{1},\dots ,x_{n})=0,\;f\in {\mathcal {S}}\subset K[X_{1},\dots ,X_{n}]\}}
nazywamy zbiorem algebraicznym wyznaczonym przez zbiór {\displaystyle {\mathcal {S}}} wielomianów (albo zbiorem wspólnych zer zbioru {\displaystyle {\mathcal {S}}} i oznaczamy {\displaystyle V={\mathcal {Z}}({\mathcal {S}}}).
Jeśli {\displaystyle ({\mathcal {S}})} jest ideałem pierścienia {\displaystyle K[X_{1},\dots ,X_{n}],} generowanym przez zbiór {\displaystyle {\mathcal {S}},} to {\displaystyle {\mathcal {Z}}(({\mathcal {S}}))={\mathcal {Z}}({\mathcal {S}}).} Każdy zbiór algebraiczny można zatem traktować jako wspólny zbiór zer pewnego ideału pierścienia wielomianów. Z twierdzenia Hilberta o bazie wiadomo, że każdy ideał pierścienia {\displaystyle K[X_{1},\dots ,X_{n}]} jest skończenie generowany, zatem istnieją takie wielomiany {\displaystyle f_{1},\dots ,f_{r},} które generują ideał {\displaystyle ({\mathcal {S}}).} Z drugiej strony dla każdego wielomianu {\displaystyle f\in ({\mathcal {S}})} istnieją wielomiany {\displaystyle g_{1},\dots ,g_{r}\in K[X_{1},\dots ,X_{n}],} że
{\displaystyle f=g_{1}f_{1}+\ldots +h_{r}f_{r}.}
Wynika stąd, że każde zero wielomianów {\displaystyle f_{1},\dots ,f_{r}} jest także zerem dowolnego wielomianu z ideału {\displaystyle ({\mathcal {S}}).} Zatem każdy zbiór algebraiczny jest zbiorem rozwiązań skończonego układu równań algebraicznych
{\displaystyle \left\{{\begin{array}{l}f_{1}(x_{1},\dots ,x_{n})=0\\\vdots \\f_{r}(x_{1},\dots ,x_{n})=0\end{array}}\right..}
Często, przyjmuje się właśnie taką definicję zbioru algebraicznego. Łatwo zauważyć, że zbiorem algebraicznym ideału zerowego jest cała przestrzeń {\displaystyle K^{n},} natomiast zerem ideału jednostkowego {\displaystyle (1)} jest zbiór pusty, gdyż wielomian stały {\displaystyle 1} nie ma zer. Jak widać, zbiór pusty i cała przestrzeń są zbiorami algebraicznymi. Można wykazać, że suma skończonej rodziny zbiorów algebraicznych oraz część wspólna dowolnej rodziny podzbiorów algebraicznych przestrzeni {\displaystyle K^{n}} są zbiorami algebraicznymi. Pozwala to wprowadzić w tej przestrzeni topologię, przyjmując za rodzinę zbiorów domkniętych rodzinę zbiorów algebraicznych. Tak określoną topologię nazywamy topologią Zariskiego przestrzeni {\displaystyle K^{n}.} Topologia Zariskiego przestrzeni {\displaystyle K^{n+m}=K^{n}\times K^{m}} nie jest topologią Tichonowa.